# ابله (آلبوم)
ابله (انگلیسی: The Idiot) نخستین آلبوم استودیویی موسیقی‌دان آمریکایی ایگی پاپ است که در ۱۸ مارس ۱۹۷۷ توسط آرسی‌ای رکوردز منتشر شد. این آلبوم توسط دیوید بویی تهیه شد و عمدتاً در شاتو دِهروویل در هروویل، فرانسه ضبط گردید. این آلبوم پس از فروپاشی گروه پاپ، استوجز، در سال ۱۹۷۴ و دوره‌ای از اعتیاد به مواد مخدر برای پاپ و بویی منتشر شد. پس از آن، این دو به اروپا نقل مکان کردند تا از اعتیاد خود رهایی یابند.
پاپ این آلبوم را به عنوان «ترکیبی از جیمز براون و کرافت‌ورک» توصیف کرده است. ابله نقطه‌عطفی در تغییر از پروتوپانک استوجز به صدای ملایم‌تر و مکانیکی با طنین‌های الکترونیک است. ضبط این آلبوم از ژوئن ۱۹۷۶ در شاتو آغاز شد و تا ژوئیه ادامه یافت. جلسات بعدی در ماه اوت در استودیوی میوزیک‌لند در مونیخ برگزار شد. بویی بیشتر موسیقی را ساخت و بخش عمده‌ای از نوازندگی سازها را نیز به عهده گرفت. پاپ بیشتر ترانه‌ها را در پاسخ به موسیقی بویی که ساخته شده بود نوشت. عنوان آلبوم برگرفته از رمان فیودور داستایفسکی به همین نام است و طراحی جلد آلبوم از نقاشی روکوارول اثر اریش هکل الهام گرفته شده است.
پس از اتمام فرایند ضبط آلبوم، بویی شروع به ضبط آلبوم بعدی خود، کم، کرد که صدای مشابهی با ابله دارد. کم در ژانویه ۱۹۷۷ منتشر شد و موفقیت تجاری آن، آرسی‌ای رکوردز را وادار کرد تا ابله را دو ماه بعد از آن منتشر کند. پس از انتشار، آلبوم نقدهای مختلفی دریافت کرد؛ با این حال نقدهای عمده‌ای که از سوی منتقدان موسیقی انجام شد، با مقایسه بسیاری از کارهای قبلی پاپ، مثبت بود. آلبوم در ایالات متحده و پادشاهی متحده به ترتیب در جایگاه ۷۲ و ۳۰ جدول‌های موسیقی قرار گرفت. ابله با انتشار دو تک‌آهنگ «خواهر نیمه شب» و «دختر چینی» در فوریه و مه ۱۹۷۷ همراه بود. بویی بعدها نسخه خود از «دختر چینی» را در سال ۱۹۸۳ به عنوان تک‌آهنگ منتشر کرد.
پاپ با اجرای تور به همراه بویی به عنوان کیبوردیست در مارس و آوریل ۱۹۷۷، ابله را تبلیغ و پشتیبانی کرد. پس از آن، این دو دوباره در آلبوم استودیویی دوم پاپ به نام شهوت زندگی (۱۹۷۷) همکاری کردند. با گذشت زمان، ابله همچنان با استقبال مثبت روبه‌رو شده و به عنوان یکی از بهترین آثار پاپ مورد توجه طرفداران قرار گرفته است. با این حال، از آنجا که بویی به‌طور عمده‌ای آن را تولید کرده است، طرفداران عموماً این آلبوم را اثر متعلق به پاپ نمی‌دانند و آن را بیشتر محصول بویی تلقی می‌کنند. این آلبوم بر هنرمندان پست-پانک، اینداستریال و گوتیک راک شامل جوی دیویژن تأثیر گذاشت.

## فهرست قطعه‌ها
تمام قطعه‌ها را ایگی پاپ و دیوید بویی نوشته‌اند، به جز «خواهر نیمه‌شب» که به‌صورت مشترک با کارلوس آلومار نوشته شده‌است.

### طرف اول
1. «خواهر نیمه‌شب» – ۴:۱۹
2. «کلوپ شبانه» – ۴:۱۴
3. «وقت خوشی» – ۲:۵۴
4. «عزیزم» – ۳:۲۴
5. «دختر چینی» – ۵:۰۸

### طرف دوم
1. «دام دام بویز» – ۷:۱۲
2. «دختران کوچولو» – ۲:۵۹
3. «تولید انبوه» – ۸:۲۴

## جدول‌ها
| جدول (۱۹۷۷)                            | بالاترین جایگاه |
| -------------------------------------- | --------------- |
| آلبوم‌های استرالیایی (گزارش موسیقی کنت) | ۸۸              |
| آلبوم‌های بریتانیا (شرکت جدول‌های رسمی)  | ۳۰              |
| بیلبورد ۲۰۰ آمریکا                     | ۷۲              |